# Lukas Nilsson
Lukas Nilsson (* 16. November 1996 in Ystad) ist ein schwedischer Handballspieler.

## Karriere
Nilsson spielte in der Elitserien i handboll för herrar, der höchsten schwedischen Spielklasse, beim Verein Ystads IF HF, für den er in der Saison 2015/16 auch im EHF Europa Pokal auflief. Zur Saison 2016/17 unterschrieb er einen Drei-Jahres-Vertrag beim deutschen Rekordmeister THW Kiel. 2017 und 2019 gewann er mit dem THW Kiel den DHB-Pokal, 2019 den EHF-Pokal sowie 2020 die deutsche Meisterschaft. Im Sommer 2020 wechselte er zu den Rhein-Neckar Löwen. Nach Ablauf seines Vertrages wechselte er im Sommer 2023 nach Dänemark zu Aalborg Håndbold, wo er seinen Vertrag im März 2024 um drei weitere Jahre bis 2027 verlängerte. Mit Aalborg gewann er 2024 und 2025 die dänische Meisterschaft sowie 2025 den dänischen Pokal.
Im Sommer 2015 nahm der 1,92 Meter große Rückraumspieler mit der schwedischen Juniorennationalmannschaft an der U-21-Weltmeisterschaft in Brasilien teil. Insgesamt absolvierte er in den schwedischen U-Nationalmannschaften 33 Spiele, in denen er 136 Tore erzielte. Nilsson, der bisher 74 Länderspiele für die Schwedische A-Nationalmannschaft bestritt, wurde vom schwedischen Nationaltrainer-Gespann Ola Lindgren und Staffan Olsson in den Kader für die Europameisterschaft 2016 in Polen berufen. Weiterhin nahm er an den Olympischen Spielen 2016 in Rio de Janeiro, der Weltmeisterschaft 2017, der Europameisterschaft 2018, Weltmeisterschaft 2019 und der Europameisterschaft 2020 teil. Größter Erfolg war dabei der Gewinn der Silbermedaille bei der Euro 2018 in Kroatien.

## Bundesligabilanz
| Saison    | Verein             | Spiele | Tore | 7-Meter | Feldtore |
| --------- | ------------------ | ------ | ---- | ------- | -------- |
| 2016/17   | THW Kiel           | 034    | 078  | 0       | 078      |
| 2017/18   | THW Kiel           | 034    | 111  | 0       | 111      |
| 2018/19   | THW Kiel           | 033    | 100  | 0       | 100      |
| 2019/20   | THW Kiel           | 024    | 048  | 0       | 048      |
| 2020/21   | Rhein-Neckar Löwen | 037    | 099  | 0       | 099      |
| 2021/22   | Rhein-Neckar Löwen | 023    | 057  | 0       | 057      |
| 2022/23   | Rhein-Neckar Löwen | 025    | 065  | 0       | 065      |
| 2016–2023 | gesamt             | 210    | 556  | 0       | 556      |